# زلی دول
زلی دول (به صربی: Zli Dol) یک منطقهٔ مسکونی در صربستان است که در بوسیلگراد واقع شده‌است. زلی دول ۱۹۳ نفر جمعیت دارد.